# Saint-Thonan

Saint-Thonan este o comună în departamentul Finistère, Franța. În 1 ianuarie 2022 avea o populație de 1.943 de locuitori.